# 川田若弥
川田 若弥（かわだ わかや、1902年 - 没年不明）は、騎手および調教師。
息子の川田利美も孫の川田孝好も佐賀競馬で調教師を務め、曾孫の川田将雅は現在JRAの騎手である。

## 来歴
宮崎県出身。
1920年ごろ、18歳で小倉競馬場の渋川厩舎から騎手デビューした。騎手時代には1日11戦11勝といった記録を残した。
その後、佐賀競馬場（当時佐賀市神野町）に騎乗の場を移し、1944年に42歳で騎手を引退し調教師に転向。1972年に70歳で調教師を引退した。